# Cladobranchia
Cladobranchia Willan & Morton, 1984 è uno dei due sottordini in cui vengono attualmente suddivisi i molluschi gasteropodi dell'ordine dei Nudibranchi.

## Descrizione
Le specie di questo sottordine sono caratterizzate dalla presenza sul mantello di protuberanze cutanee dette cerata, con funzione respiratoria e digestiva.

## Tassonomia
Il sottordine comprende sette superfamiglie:
- Superfamiglia Aeolidioidea Gray, 1827
  - Famiglia Aeolidiidae Gray, 1827
  - Famiglia Babakinidae Roller, 1973
  - Famiglia Facelinidae Bergh, 1889
  - Famiglia Flabellinopsidae Korshunova et al., 2017
  - Famiglia Glaucidae Gray, 1827
  - Famiglia Myrrhinidae Bergh, 1905
  - Famiglia Notaeolidiidae Eliot, 1910
  - Famiglia Piseinotecidae Edmunds, 1970
  - Famiglia Pleurolidiidae Burn, 1966
- Superfamiglia Arminoidea Iredale & O'Donoghue, 1923 (1841)
  - Famiglia Arminidae Iredale & O'Donoghue, 1923 (1841)
  - Famiglia Doridomorphidae Er. Marcus & Ev. Marcus, 1960 (1908)
- Superfamiglia Dendronotoidea Allman, 1845
  - Famiglia Bornellidae Bergh, 1874
  - Famiglia Dendronotidae Allman, 1845
  - Famiglia Dotidae Gray, 1853
  - Famiglia Hancockiidae MacFarland, 1923
  - Famiglia Lomanotidae Bergh, 1890
  - Famiglia Phylliroidae Menke, 1830
  - Famiglia Scyllaeidae Alder & Hancock, 1855
  - Famiglia Tethydidae Rafinesque, 1815
- Superfamiglia Doridoxoidea Bergh, 1899
  - Famiglia Doridoxidae Bergh, 1899
- Superfamiglia Fionoidea Gray, 1857
  - Famiglia Abronicidae Korshunova et al., 2017
  - Famiglia Apataidae Korshunova et al., 2017
  - Famiglia Calmidae Iredale & O'Donoghue, 1923
  - Famiglia Coryphellidae Bergh, 1889
  - Famiglia Cumanotidae Odhner, 1907
  - Famiglia Cuthonellidae M. C. Miller, 1977
  - Famiglia Cuthonidae Odhner, 1934
  - Famiglia Embletoniidae Pruvot-Fol, 1954
  - Famiglia Eubranchidae Odhner, 1934
  - Famiglia Fionidae Gray, 1857
  - Famiglia Flabellinidae Bergh, 1889
  - Famiglia Murmaniidae Korshunova et al., 2017
  - Famiglia Paracoryphellidae M. C. Miller, 1971
  - Famiglia Pinufiidae Er. Marcus & Ev. Marcus, 1960
  - Famiglia Pseudovermidae Thiele, 1931
  - Famiglia Samlidae Korshunova et al., 2017
  - Famiglia Tergipedidae Bergh, 1889
  - Famiglia Trinchesiidae F. Nordsieck, 1972
  - Famiglia Unidentiidae Millen & Hermosillo, 2012
  - Famiglia Xenocratenidae Martynov et al., 2020
- Superfamiglia Proctonotoidea Gray, 1853
  - Famiglia Curnonidae d'Udekem d'Acoz, 2017
  - Famiglia Dironidae Eliot, 1910
  - Famiglia Janolidae Pruvot-Fol, 1933
  - Famiglia Lemindidae Griffiths, 1985
  - Famiglia Madrellidae Preston, 1911
  - Famiglia Proctonotidae Gray, 1853
- Superfamiglia Tritonioidea Lamarck, 1809
  - Famiglia Tritoniidae Lamarck, 1809
- incertae sedis
  - Famiglia Goniaeolididae Odhner, 1907
  - Famiglia Heroidae Gray, 1857
  - Genere Kynaria Korshunova et al., 2017
  - Genere Trivettea Bertsch, 2014

### Alcune specie

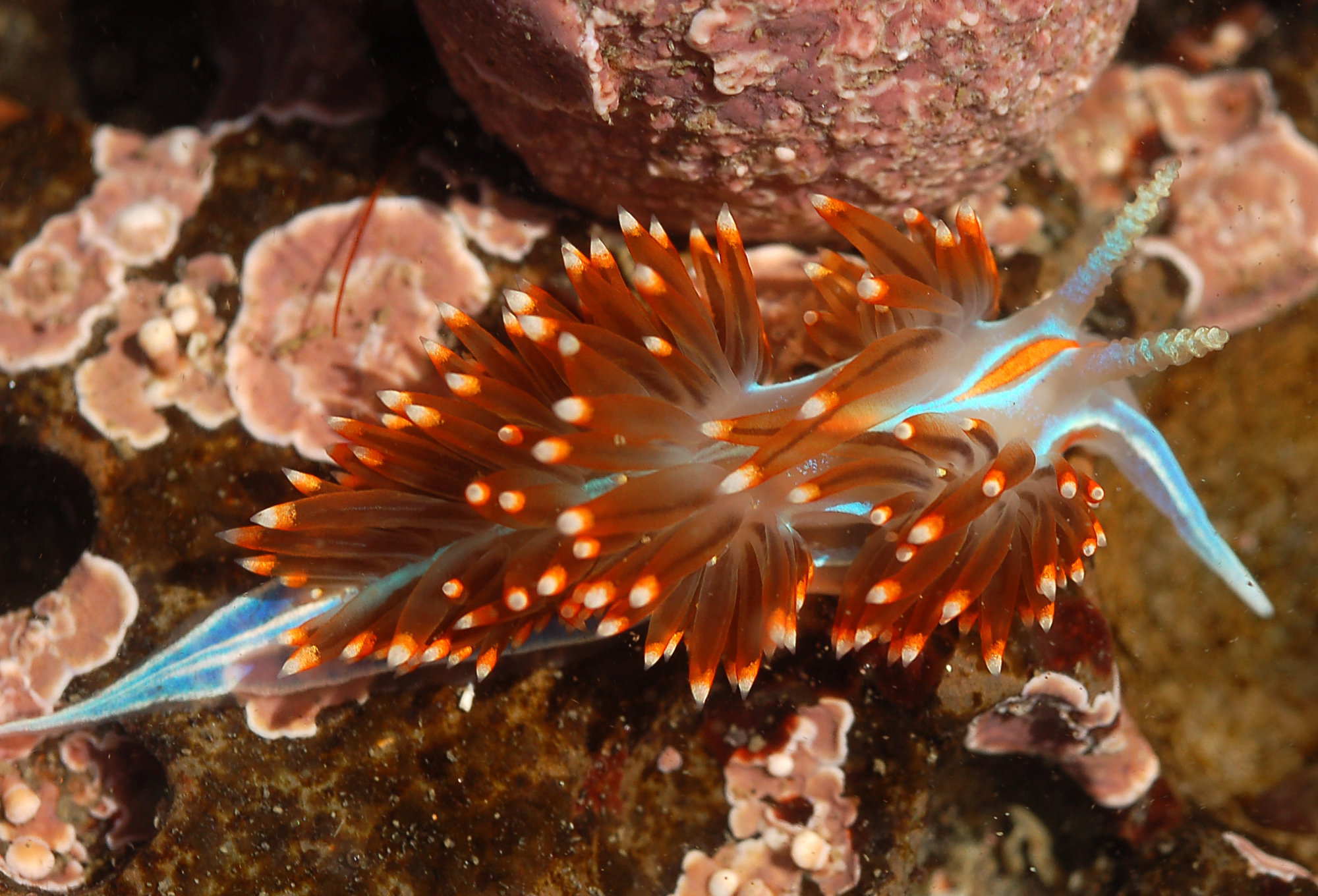
Hermissenda crassicornis Aeolidioidea
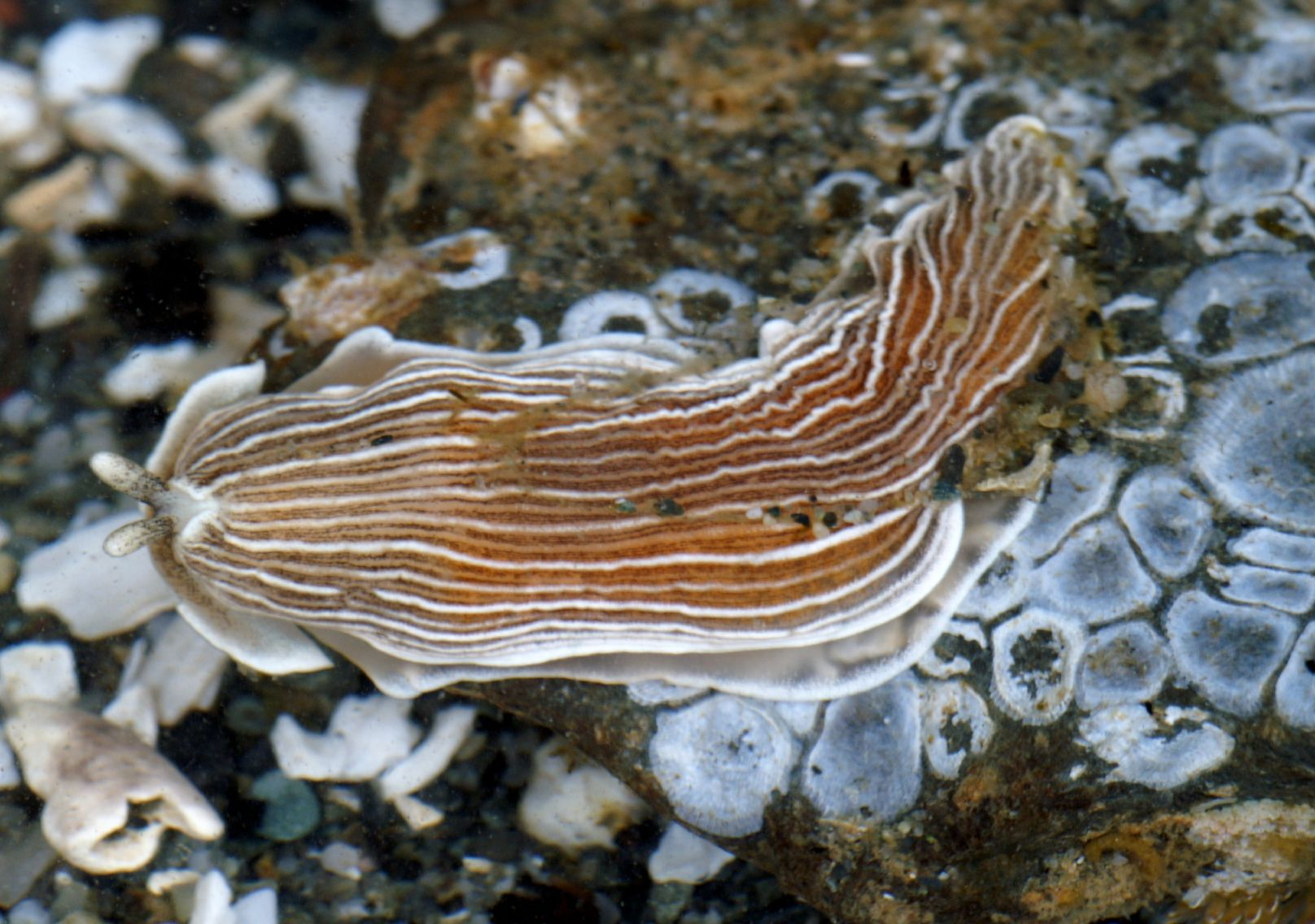
Armina californica Arminoidea
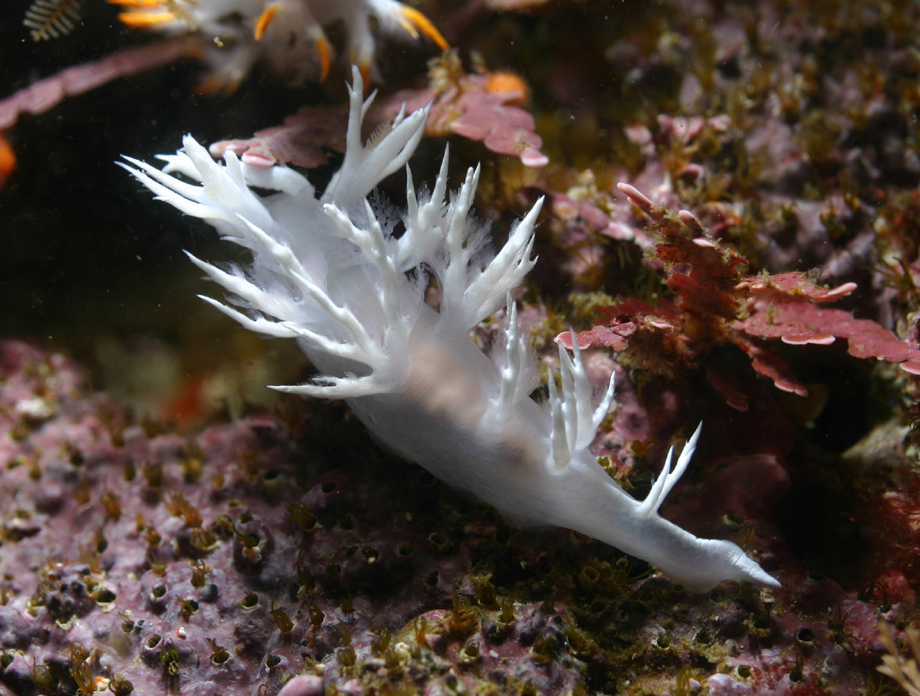
Dendronotus albus Dendronotoidea
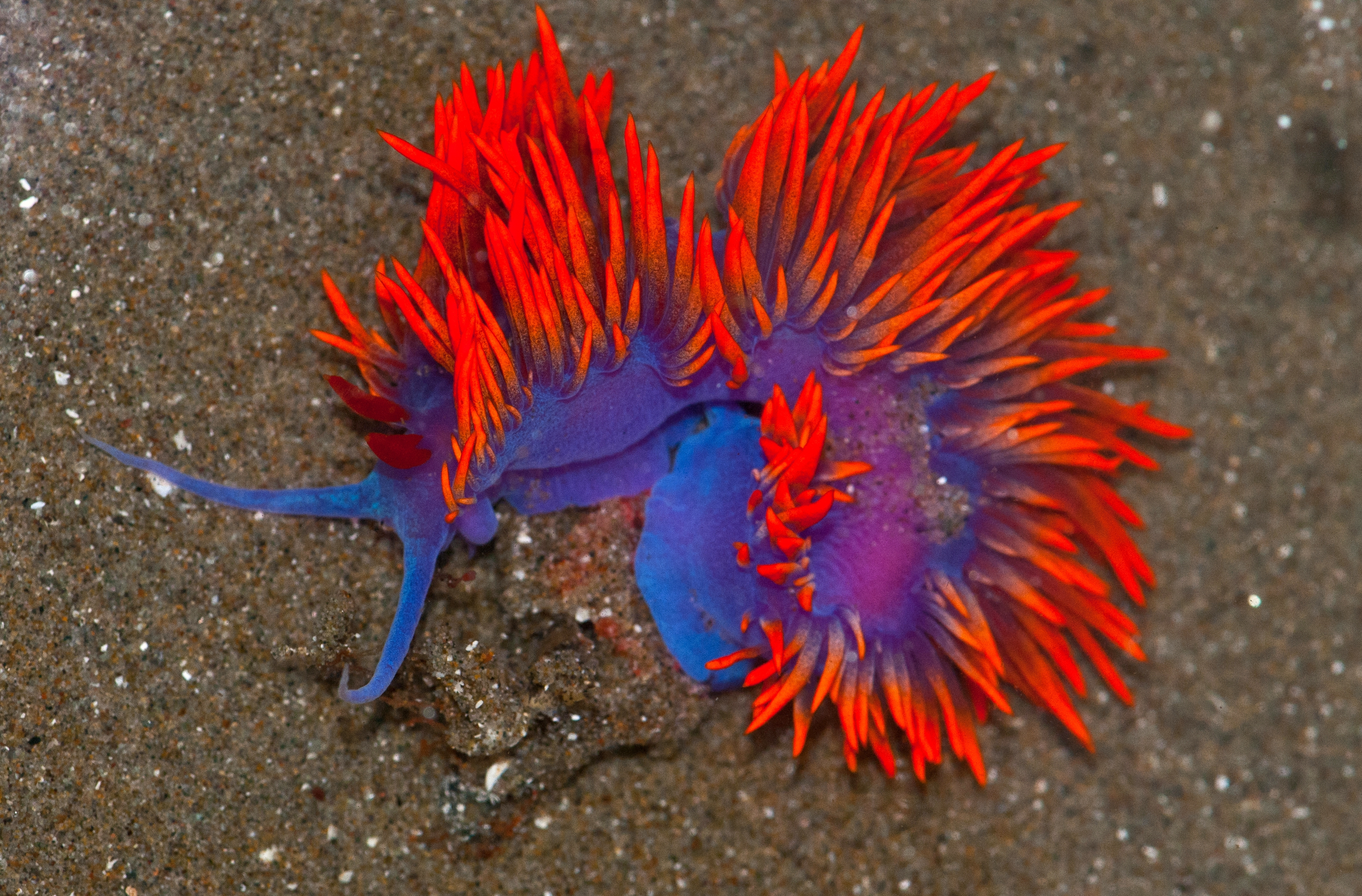
Flabellina iodinea Fionoidea
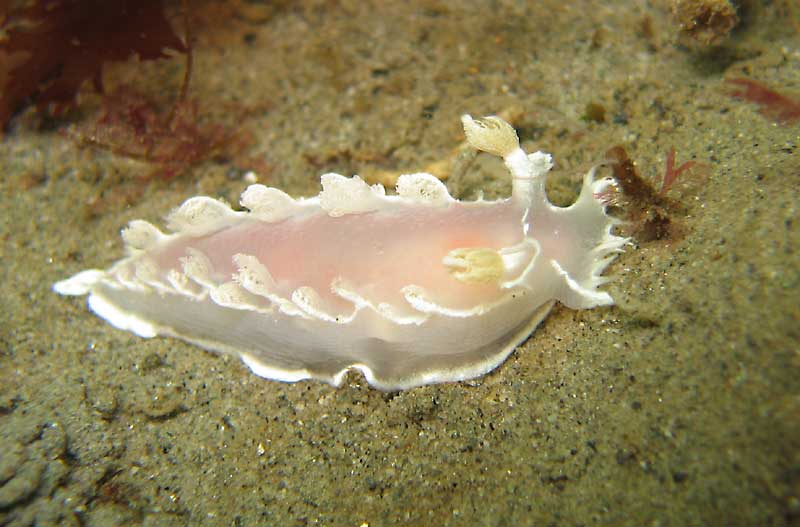
Tritonia festiva Tritonioidea